# Giovanni Brunero
Giovanni Giuseppe Brunero (15. marts 1895 – 23. november 1934) var en italiensk professionel landevejscykelrytter. Han betegnes som en af de bedste italienske cykelryttere nogensinde.

## Hold
- 1919-1927: Legnano
- 1928: Wolsit
- 1929: Legnano